# Allison Joy Langer
Allison Joy Langer Courtenay, Countess of Devon (* 22. Mai 1974 in Columbus, Ohio) ist eine US-amerikanische Schauspielerin.
Allison Joy Langer ist die Tochter von Deana und Gary Langer. Sie tritt hauptsächlich im Fernsehen auf. Bekannt wurde sie vor allem durch ihre Rolle als Rayanne Graff in der Fernsehserie Willkommen im Leben. Für diese Rolle wurde sie mit dem Young Artist Awards ausgezeichnet. Langer ist seit 2005 mit dem britischen Peer und Rechtsanwalt Charles Courtenay, 19. Earl of Devon verheiratet, sie hat zwei Töchter und einen Sohn. Seit 2015 trägt sie den Titel Countess of Devon und lebt in Powderham Castle. In den Credits wird sie meist als „A. J. Langer“ aufgeführt.

## Filmografie (Auswahl)
- 1990: Parker Lewis – Der Coole von der Schule (Parker Lewis Can’t Lose, Fernsehserie, Episode 1x21)
- 1990–2000: Beverly Hills, 90210
- 1991: Robodad (And You Thought Your Parents Were Weird)
- 1991: Baywatch – Die Rettungsschwimmer von Malibu (Baywatch, Fernsehserie, zwei Episoden)
- 1991: Das Haus der Vergessenen (The People Under the Stairs)
- 1994: Diagnose: Mord (Diagnosis Murder, Fernsehserie)
- 1994–1995: Willkommen im Leben (My So-Called Life, Fernsehserie, 19 Episoden)
- 1996: Seinfeld (Fernsehserie, Episode 8x06)
- 1997: Flucht aus L.A. (Escape from L.A.)
- 1998: Poltergeist – Die unheimliche Macht (Poltergeist: The Legacy, Fernsehserie, Episode 3x06)
- 1998: Deedles – Die Surfer mit dem Brett vorm Kopf (Meet the Deedles)
- 1999–2001: Irgendwie L.A. (It’s Like, You Know, Fernsehserie, 24 Episoden)
- 2001–2002: Three Sisters (Fernsehserie, 18 Episoden)
- 2003: Platonically Incorrect
- 2005–2007: Eyes (Fernsehserie, 13 Episoden)
- 2011–2012: Private Practice (Fernsehserie, 14 Folgen)

## Ludografie
- 1993: Return to Zork